# UFC Fight Night: Rockhold vs. Branch
UFC Fight Night: Rockhold vs. Branch (también conocido como UFC Fight Night 116) fue un evento de artes marciales mixtas organizado por Ultimate Fighting Championship. Se llevó a cabo el 16 de septiembre de 2017 en el PPG Paints Arena, en Pittsburgh, Pensilvania.

## Historia
El evento estelar enfrentó a los pesos medios Luke Rockhold y David Branch.
El evento coestelar enfrentó a los pesos wélter Mike Perry y Álex Reyes.